# Oberer Leinegraben

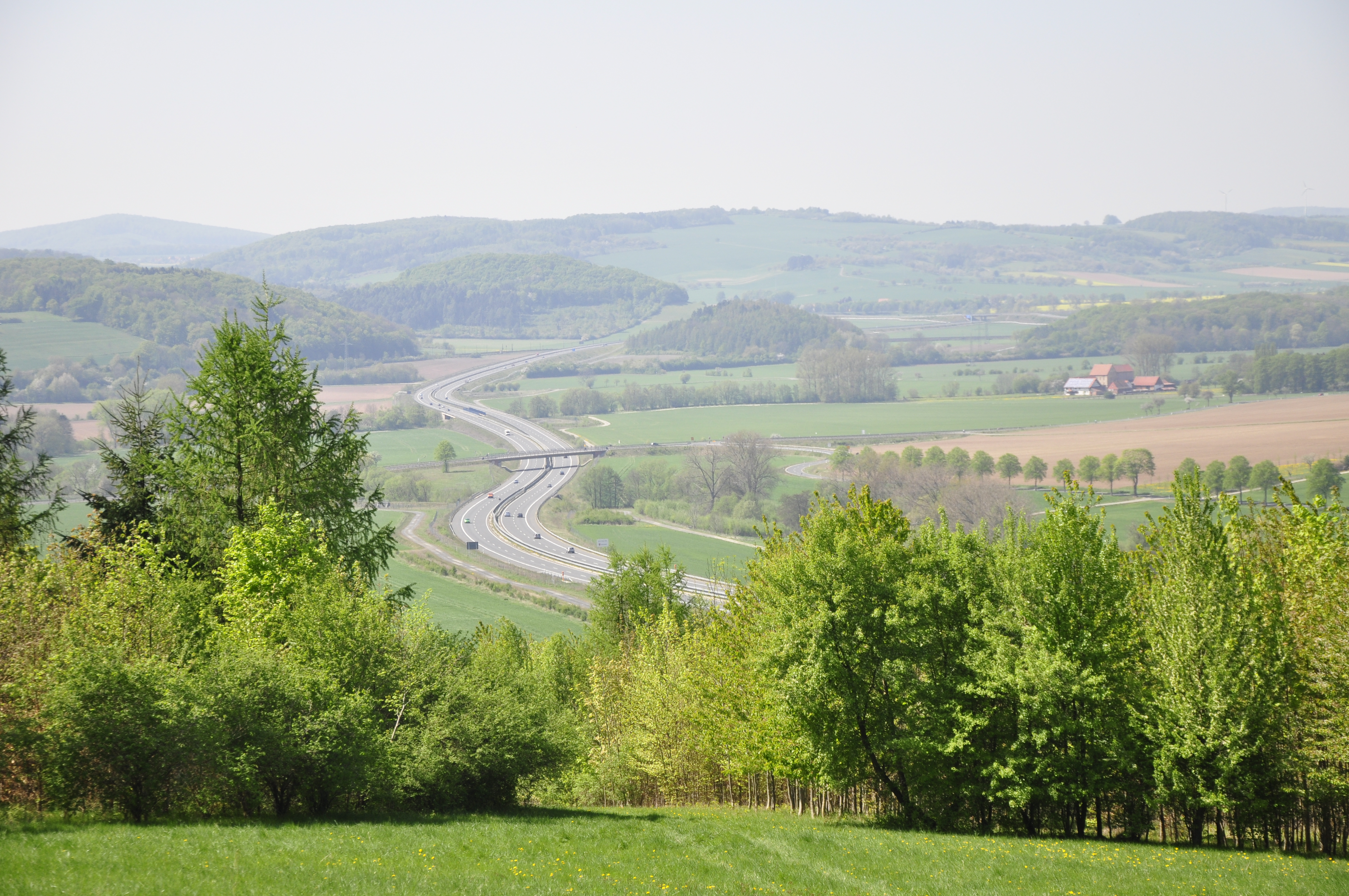
Die A38 im Leinetal bei Besenhausen

Der Obere Leinegraben ist eine kleine Beckenlandschaft in den Landkreisen Göttingen (NI), Eichsfeld (TH) und Werra-Meißner (HE) in Deutschland.

## Geographie

### Lage
Der Obere Leinegraben ist die südöstliche Verlängerung des Göttinger Leinegrabens im Dreiländereck von Hessen, Niedersachsen und Thüringen und liegt im Uhrzeigersinn betrachtet zwischen Friedland im Norden, Arenshausen im Osten, Bornhagen im Süden und Berge (Neu-Eichenberg) im Westen. Die nächstliegende Stadt Witzenhausen liegt etwa 3 Kilometer vom südwestlichen Rand entfernt und Göttingen ungefähr 12 Kilometer in nördlicher Richtung.

### Erhebungen

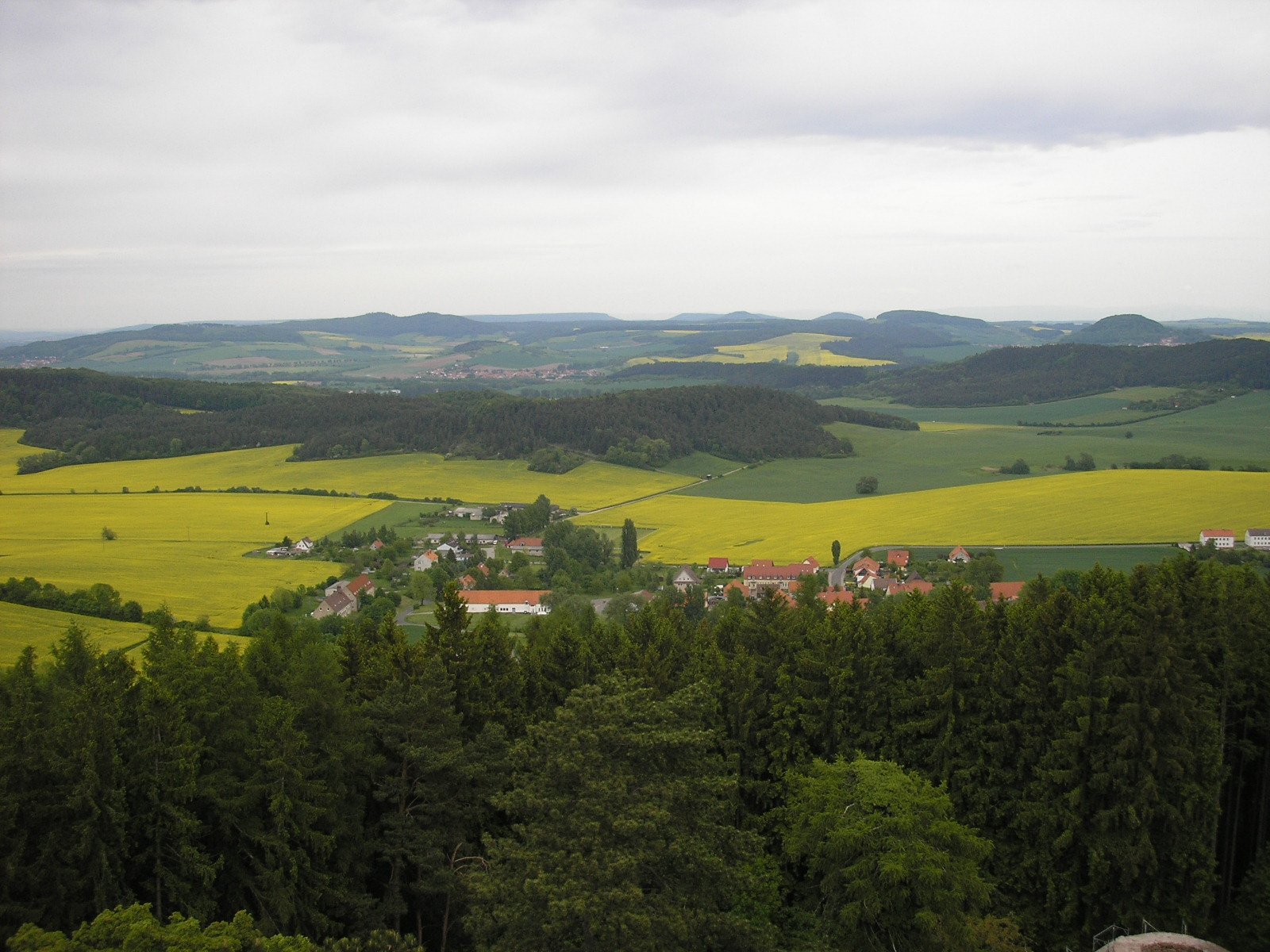
Blick von der Burg Hanstein über das Obere Leinetal (in der Bildmitte links das Waldgebiet des Alten Holzes und rechts der Heuberg, im Hintergrund der südliche Reinhäuser Wald)

Die Höhenlagen des Beckens reichen von 180 m an der Leine bei Friedland bis knapp über 300 m an den südlichen Randlagen. Zu den Erhebungen im Oberen Leinegraben gehören:
- Göbelskopf (325 m), Landkreis Eichsfeld, nördlich von Bornhagen (Waldgebiet des Alten Holzes)
- Almas Höhe (305 m), Werra-Leine-Wasserscheide südwestlich Hohenganderns, Landkreis Eichsfeld (Altes Holz)
- Pferdeberg (ca. 300 m),[2] Grenzbereich der Landkreise Göttingen und Eichsfeld, nördlich von Kirchgandern
- Röneberg (278 m), Werra-Meißner-Kreis, nördlich von Hebenshausen
- Hagen (262 m), Landkreis Göttingen, südlich von Friedland

### Naturräumliche Gliederung
Der Obere Leinegraben gehört naturräumlich zum Niedersächsischen Bergland und gliedert sich wie folgt:
- (zu 37 Weser-Leine-Bergland)
  - (zu 372 Leine-Ilme-Senke)
    - 372.7 Oberer Leinegraben
      - 372.70 Eichenberg-Hohenganderner Hänge und Keuperhügel (Westflügel)
      - 372.71 Niederganderner Leineaue
      - 372.72 Kirchganderner Hänge (Ostflügel)

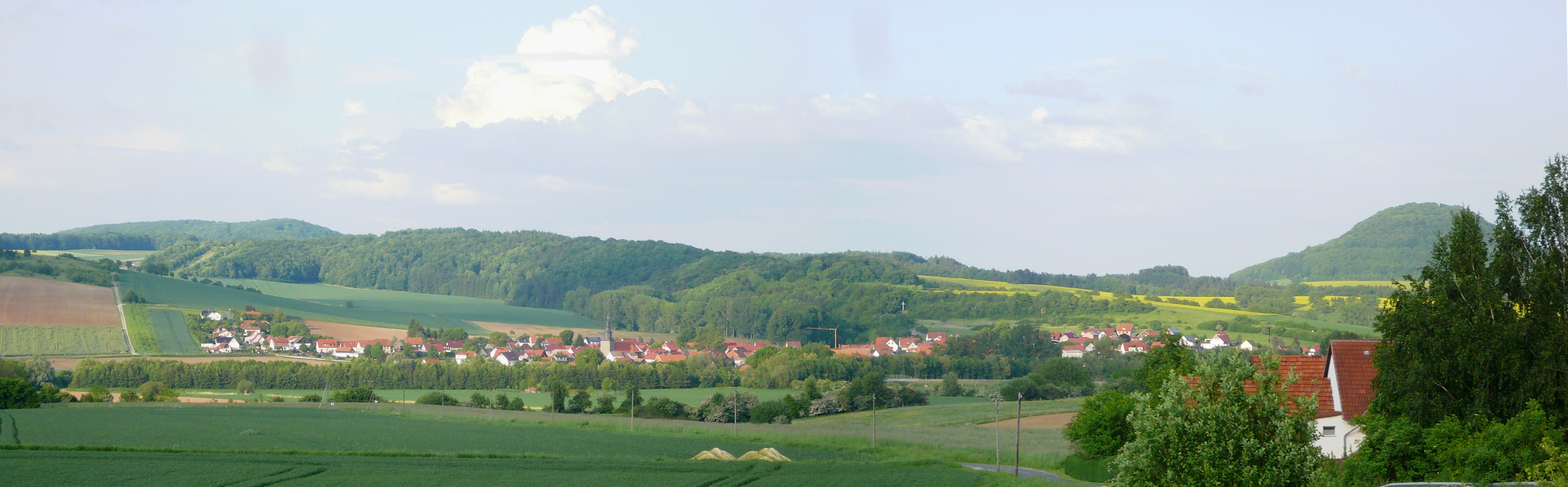
Blick von Südwesten über Kirchgandern

Die Landschaft ist die südliche Verlängerung des Göttinger Leinegrabens im Norden und wird, im Uhrzeigersinn, von folgenden Höhenzügen (Randbergen) eingegrenzt:
- Göttingen-Northeimer Wald (Steinkopf: 372,4 m) im Nordosten
- Einfließen der Leine aus dem Unteren Eichsfeld im Osten
- Oberes Eichsfeld (Heuberg: 369 m) im Südosten
- Fretteröder Keupersenke als südöstliche Verlängerung
- Höheberg (Burg Hanstein: ca. 390 m) im östlichen Süden
- Neuseesen-Werleshäuser Höhen (Winterberg: 375 m) im westlichen Süden
- Sandwald (Auf der Schärfe: 477,2 m) im Westen
- Dransfelder Hochflächen, Südliches Sollingvorland (Gieseberg: 371 m) im Nordwesten

Die Thüringer Landesanstalt für Umwelt und Geologie benutzt eine etwas gröbere eigene, nur landesweit existierende Gliederung, innerhalb derer das Gebiet des Oberen Leinegrabens, soweit in Thüringen gelegen, komplett in der Einheit der Muschelkalklandschaften Werrabergland-Hörselberge liegt.

## Natur
Der Obere Leinegraben ist eine fruchtbare Landschaft entlang der Leine und wird überwiegend landwirtschaftlich genutzt. Südlich von Friedland befindet sich das NSG Rhöneberg bei Marzhausen (ausgewiesen 1997 mit 29,22 Hektar). Mitten durch die Landschaft verlief die Innerdeutsche Grenze und das heutige Grüne Band Deutschlands.

## Verkehr

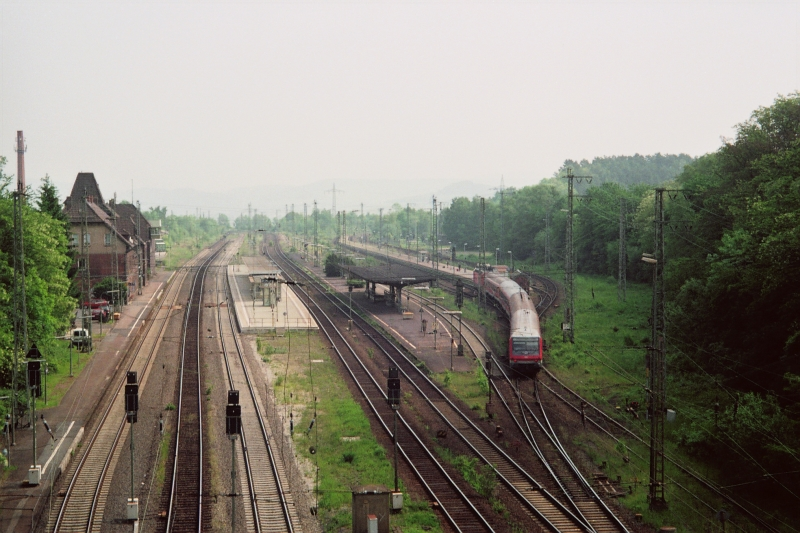
Der Bahnhof Eichenberg

Hier befanden sich bereits im Mittelalter die Schnittpunkte alter Handelswege. Heute kreuzen hier die Bundesstraßen 80 und 27, sowie die Eisenbahnstrecken Halle-Kassel und die Göttingen-Bebra am Knotenpunkt Eichenberg. Heute verläuft in Nord-Süd- und Ost-West-Richtung. 2006 wurde der westliche Abschnitt der Bundesautobahn 38 (Göttingen-Leipzig) fertiggestellt.

## Sehenswertes
Zu den Sehenswürdigkeiten zählen:
- Heimkehrerdenkmal in Friedland
- Rittergut Besenhausen in Niedergandern
- Schloss Arnstein bei Eichenberg
- ehemaliges Rittergut in Hebenshausen
- denkmalgeschützter Ortskern von Eichenberg (Ort)